# Жюманкур
Жюманку́р (фр. Jumencourt) — коммуна во Франции, находится в регионе Пикардия. Департамент коммуны — Эна. Входит в состав кантона Вик-сюр-Эн. Округ коммуны — Лан.
Код INSEE коммуны — 02395.

## Население
Население коммуны на 2010 год составляло 154 человека.
| 1962 | 1968 | 1975 | 1982 | 1990 | 1999 | 2010 |
| ---- | ---- | ---- | ---- | ---- | ---- | ---- |
| 108  | 109  | 98   | 94   | 111  | 119  | 154  |

## Экономика
В 2010 году среди 101 человека трудоспособного возраста (15—64 лет) 72 были экономически активными, 29 — неактивными (показатель активности — 71,3 %, в 1999 году было 72,2 %). Из 72 активных жителей работали 67 человек (41 мужчина и 26 женщин), безработных было 5 (2 мужчин и 3 женщины). Среди 29 неактивных 13 человек были учениками или студентами, 5 — пенсионерами, 11 были неактивными по другим причинам.